# Skopunkten

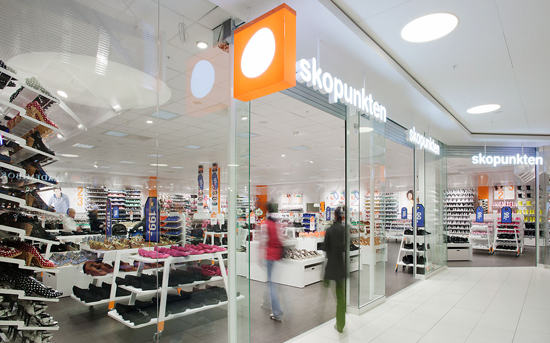
Butik i Gävle.

Skopunkten är en skobutikskedja som ägs av Nilson Group, som även äger Dinsko. Skopunkten har ett fyrtiotal butiker i Sverige. Huvudkontor och huvudlager är beläget i Varberg.